# Sy (Mali)
Sy è un comune rurale del Mali facente parte del circondario di San, nella regione di Ségou.
Il comune è composto da 11 nuclei abitati:
- Bougoula
- Dougouni
- N'Trongorola
- Nansabara
- Niantiela
- Niéna
- Sy
- Tamagorola
- Tiessoko
- Titana
- Worotona